# Phare de Punta de Melenara
Le phare de Punta de Melenara (ou phare de Taliarte) est un phare situé sur le promontoire rocheux du nom de Punta de Melenara, entre les plages de Playa del Hombre et de Playa de Melenara qui se trouve à côté du port de Taliarte dans la ville de Telde, sur l'île de la Grande Canarie, dans les Îles Canaries (Espagne). 
Situé sur le côté est de l'île, le phare marque le littoral entre le phare de La Isleta de Las Palmas au nord et le phare de Punta de Arinaga vers le sud.
Il est géré par l'autorité portuaire de Las Palmas de Grande Canarie (Autoridad Portuaria de Las Palmas).

## Histoire
Le phare est entré en service en 1992, dans le cadre du troisième plan de feu maritime pour les Îles Canaries. D'autres phares qui ont été construits dans ce cadre comme le phare de Punta Lava et le phare d'Arenas Blancas sur La Palma, le phare de Morro Jable sur Fuerteventura et le phare de Punta del Castillete.
Similaire à la conception de certains des autres phares des ÎlesCanaries, il se compose d'une tour cylindrique de 17 m, de couleur blanche, qui supporte des galeries jumelles et une lanterne avec une coupole en verre, surmontée d'une girouette.
L'optique est constituée d'une lentille de 250 mm (quatrième ordre), équipée d'une lampe halogène de 1000 watts, qui est connectée à l'alimentation électrique de secteur et à un système de batteries de secours. Avec une hauteur focale de 33 m au-dessus du niveau de la mer, la lumière peut être vue jusqu'à 12 milles marins (22 km).
Le phare émet deux flashes toutes les douze secondes et la lanterne émet aussi une lumière rouge et une lumière blanche, selon la direction. Les flashs rouges peuvent être vus par les navigateurs qui voyagent vers le nord et le blanc pour ceux qui vont vers le sud.
Identifiant : ARLHS : CAI-057 ; ES-12455 - Amirauté : D2807.5 - NGA : 113-23990 .